# Cryptopimpla taiwanensis
Cryptopimpla taiwanensis là một loài tò vò trong họ Ichneumonidae.